# Лаврентий (епископ Туровский)

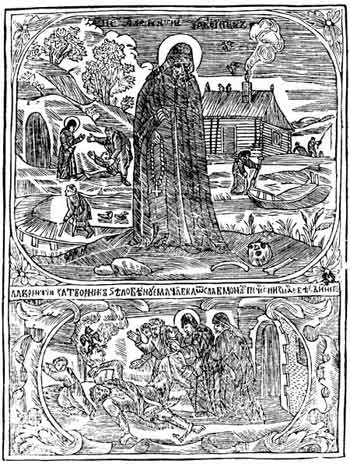
Преподобный Лаврентий затворник

Святитель Лавре́нтий Ту́ровский (1130-е — 1184 или 1194) — епископ Русской церкви. Значительную часть жизни подвизался в Киево-Печерском монастыре. Был епископом Туровским (возможно, с 1182 года, после кончины святителя Кирилла Туровского). Упоминается Симоном, епископом Владимирским и Суздальским в «Послании к Поликарпу» (1226, первый текст Киево-Печерского патерика), в Ипатьевской летописи.

## Биография
Святитель Лаврентий родился, возможно, в самом стольном городе Турове либо его окрестностях. Неведомы его мирское имя и родители. Предания говорят, что происходил он из знатного, боярского или княжеского, рода.
Воспитанный родителями в Православной вере, юноша отказался от суетной жизни и принял монашеский постриг с именем Лаврентий. Возможно, в одном из монастырей Турова, скорее всего — в Борисо-Глебский монастырь. Около 1150 года, желая подвигов монашеских и получив благословение настоятеля, он отправился пешком в Киев, где подвизался в Киево-Печерском монастыре. Здесь, получив благословение игумена обители, он затворился в крохотной келии и, как сказано в Патерике Киево-Печерском, «началъ иноческую жизнь въ затвор›». Жизнь эта была «строго-подвижническая»: пребывая в безмолвии и строгом воздержании, пресекал он слезами молитвы своей различные искушения. Какие испытания вынес Лаврентий, ведомо только Господу.
Но своим смирением и подвигами молитвы и богомыслия стяжал он дар Божий исцелять людей от телесных и душевных болезней и силой молитвы изгонять бесов (ещё при жизни святитель Лаврентий слыл чудотворцем). Как сказано в Патерике: «По благодати Божіей не только самъ былъ свободенъ отъ уязвленія б›совскаго, но пріялъ отъ вседаровитаго Господа исц›лять чудотворно различныя язвы и недуги въ людяхъ и изгонять б›совъ». После исцеления перед иконой Печерской Божией матери одержимого бесами человека преподобный Лаврентий возвратился вновь в Киево-Печерский монастырь.
Глубокая вера, молитвенность, благочестие и преданность Церкви монаха Лаврентия обратили на себя внимание Киевского митрополита, который назначил Лаврентия епископом на Туровскую кафедру. Владыка Лаврентий стал преемником знаменитого духовного писателя и проповедника святителя Кирилла Туровского (†1183).
Время управления святителя Лаврентия Туровской епархией приблизительно совпадает со временем княжения Святополка Юрьевича  (†1189), одного из князей Туровского княжества.
В иконописном «Подлиннике» дается такое описание святого в этот период его жизни: «Сед, брада, аки Богословля, раздвоилася, клобук на плечах, риза преподобническая, бос».
В 1184 году святитель Лаврентий, епископ Туровский, предал свою душу Господу. К сожалению, неведом день преставления святого. Святой Лаврентий стал местночтимым святым уже вскоре после кончины. Его память празднуется 29 января (11 февраля) и, возможно, именно эта дата является днём его преставления.

## Канонизация
В старинных рукописных святцах XVII века среди святых, почивающими в Ближних (Антониевых) пещерах, первым указан «святой Лаврентий, епископ Туровский». И ныне нетленные мощи святителя пребывают в пещерах Киево-Печерской Лавры.
Канонизирован в лике преподобных.

## Праздники
Дни памяти преподобного Лаврентия, святителя Туровского, затворника Киево-Печерского:
- 29 января (11 февраля) — день кончины,[2]
- 28 сентября (11 октября) — в Соборе преподобных отцев Киево-Печерских, в Ближних (Антониевых) пещерах почивающих,[3]
- во 3-ю неделю (воскресение) по Пятидесятнице — в Соборе Белорусских святых,
- во 2-ю неделю Великого поста — в Соборе всех преподобных отцов Киево-Печерских и всех святых, в Малой России просиявших.
- 15 (28) июля — Соборе Киевских святых